# Euthyneura aerea
Euthyneura aerea är en tvåvingeart som beskrevs av Frey 1953. Euthyneura aerea ingår i släktet Euthyneura och familjen puckeldansflugor. Inga underarter finns listade i Catalogue of Life.